# Armando Ronca
Armando Ronca (Verona, 13 settembre 1901 – Bolzano, 19 marzo 1970) è stato un architetto italiano che ha realizzato numerosi edifici ed architetture d'interni, soprattutto in Alto Adige, Trentino e Milano.

## Biografia
Figlio di un produttore di candele, Armando Ronca studia ingegneria a Genova, Torino e Padova. A metà degli anni '30, Ronca si trasferisce in Alto Adige e influenzò significativamente l'architettura di Bolzano e Merano fino agli anni '60.

## Opere
- 1935: Villa Cembran, Merano

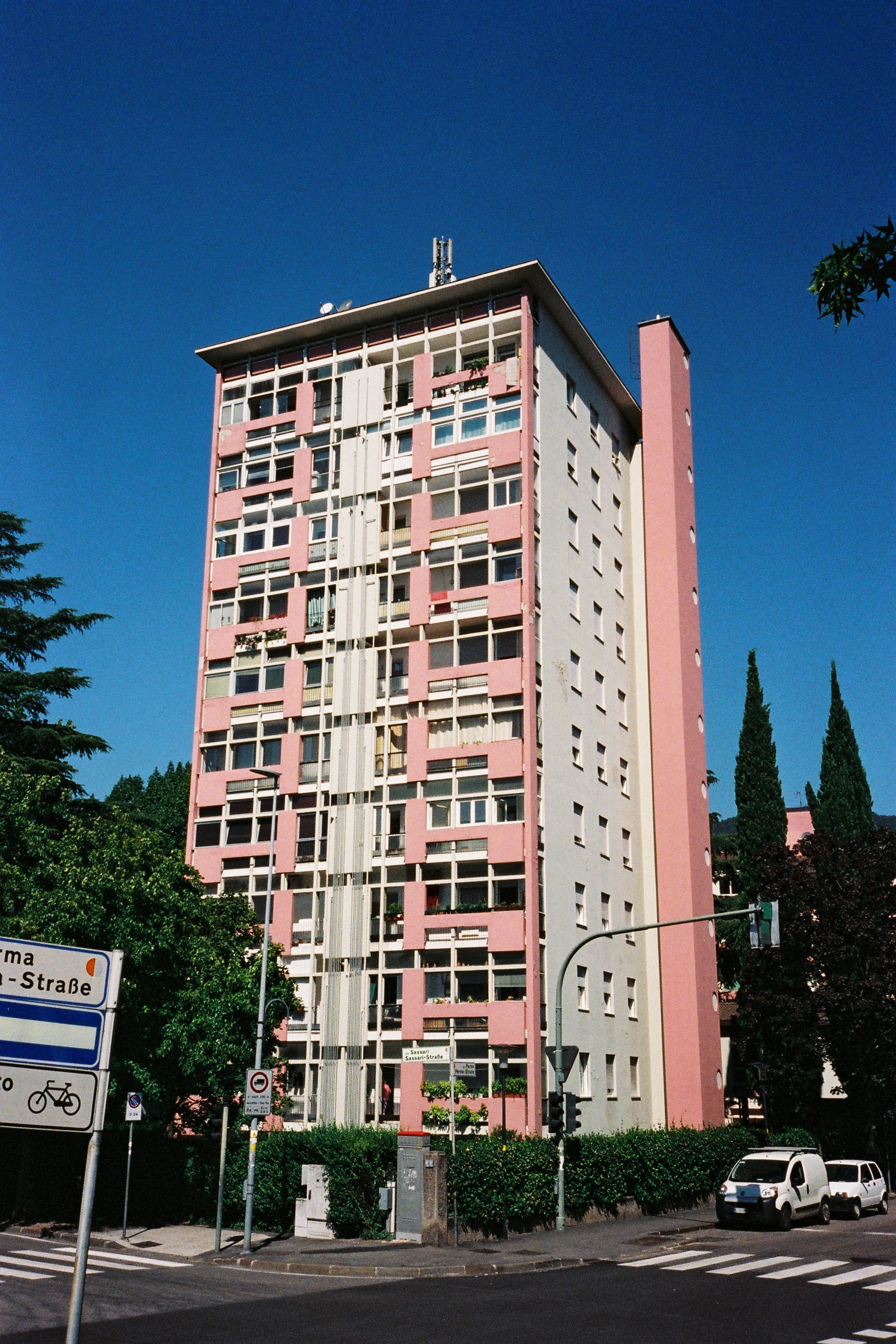
Armando Ronca: torre del complesso INA-Casa (1964), Bolzano

- 1938/40: Palazzo del Turismo (dal 1947 Cinema Corso), Bolzano (demolito 1988)[3]
- 1952: Istituto Rainerum, Bolzano
- 1955: Estensione dello stadio di San Siro, Milano
- 1959: Struttura alberghiera Eurotel, Merano
- 1964: Complesso residenziale INA-Casa, Bolzano
- 1970: Chiesa Pio X, via Resia, Bolzano

## Mostre
- 2017: Armando Ronca. Architettura del Moderno in Alto Adige, 1935–1970, mostra curata da Andreas Kofler e Magdalene Schmidt, Merano Arte, Merano